# Илиризъм
Илиризмът или илирийското движение е културно-политическо движение, възникнало в Хърватия през 30-те години на XIX век, като основна роля за възникването му играе поетът и журналист Людевит Гай. Илиризмът си поставя за цел сближаването на южните славяни в Хабсбургската монархия и развитието на литературата на сърбохърватски език. То е смятано за начален етап на Хърватското възраждане.